# 褐层孔菌属
褐层孔菌属（学名：Pyropolyporus）是刺革菌科下的一个属。现接受名为木层孔菌属 （Phellinus Quél., 1886）。

## 下属物种
本属包括以下物种：
- 香根菊状褐层孔菌 Pyropolyporus baccharidis
- 饼状褐层孔菌 Pyropolyporus endotheius